# 1192
1192 (MCXCII) fue un año bisiesto comenzado en miércoles del calendario juliano.

## Acontecimientos
- Saladino y Ricardo Corazón de León llegan a un acuerdo para dividir Tierra Santa entre cristianos y musulmanes.
- Asume Minamoto no Yoritomo en el Imperio Japonés.
- A los habitantes de Navarrete (villa de La Rioja) se les concedieron importantes “fueros”. De estos fueros viene el origen de utilizar el agua de los ríos de la zona y los aprovechamientos de pastos y leñas que tenía este pueblo en común con los vecinos. Es también el fuero la causa de sus mercados y su feria, y gracias a estos privilegios la villa alcanzó una gran importancia.
- Instauración de las primeras Cortes Catalanas.

## Fallecimientos
- Conrado I, rey de Jerusalén.